# Grand Prix d'Oslo
Le Grand Prix d'Oslo (Oslo Grand Prix) est une course hippique de trot attelé se déroulant au mois de mai sur l'hippodrome de Bjerke (no), près d'Oslo (Norvège).
C'est une course de Groupe I européenne réservée aux chevaux de 3 à 14 ans. Créée en 1966, elle était une étape du Grand Circuit européen de trot avant la suppression de l'épreuve en 2012.
Elle se court sur la distance de 2 100 mètres, départ à l'autostart. L'allocation s'élève en 2025 à 2 000 000 NOK (environ 173 550 €) dont 1 000 000 NOK pour le vainqueur.

## Palmarès
| Année | Vainqueur          | S/A  | Pays       | Père             | Driver                | Entraîneur            | Deuxième         | Troisième          | Réd.km |
| ----- | ------------------ | ---- | ---------- | ---------------- | --------------------- | --------------------- | ---------------- | ------------------ | ------ |
| 2025  | Kentucky River     | M.7  | Suède      | Father Patrick   | Örjan Kihlström       | Daniel Redén          | Önas Prince      | Devilish Hill      | 1'10"8 |
| 2024  | Banderas Bi        | M.7  | Italie     | Ganymède         | Alessandro Gocciadoro | Alessandro Gocciadoro | Kentucky River   | Joviality          | 1'10"5 |
| 2023  | Hadès de Vandel    | M.6  | France     | Ganymède         | Robin Bakker          | Paul Hagoort          | Oscar LA         | Moni Viking        | 1'10"7 |
| 2022  | Stoletheshow       | M.7  | Norvège    | Dream Vacation   | Frode Hamre           | Frode Hamre           | San Moteur       | Cicero TG          | 1'10"4 |
| 2021  | Blé du Gers        | H.10 | France     | Quinoa du Gers   | Åsbjörn Tengsareid    | Frode Hamre           | Bill's Man       | Dragster           | 1'12"5 |
| 2020  | Blé du Gers        | H.9  | France     | Quinoa du Gers   | Per-Oleg Midtfjeld    | Frode Hamre           | Tsunami Diamant  | Vitruvio           | 1'10"  |
| 2019  | Vitruvio           | M.5  | Italie     | Adrian Chip      | Jorma Kontio          | Alessandro Gocciadoro | Bahia Quesnot    | Valokaja Hindo     | 1'11"6 |
| 2018  | Evil Enok M.E.     | M.5  | Norvège    | Magnetic Power   | Noralf P. Brækken     | Noralf P. Brækken     | Uza Josselyn     | Rajesh Face        | 1'11"1 |
| 2017  | Twister Bi         | M.5  | Italie     | Varenne          | Christoffer Eriksson  | Jerry Riordan         | Lionel           | Aubrion du Gers    | 1'12"6 |
| 2016  | Nuncio,.           | M.5  | États-Unis | Andover Hall     | Örjan Kihlström       | Stefan Melander       | Papayago E.      | Support Justice    | 1'10"5 |
| 2015  | B.B.S. Sugarlight  | H.6  | Suède      | Super Light      | Peter Untersteiner    | Fredrik Solberg       | Oasis Bi         | Papayago E.        | 1'11"7 |
| 2014  | Univers de Pan     | M.6  | France     | Kenya du Pont    | Philippe Daugeard     | Philippe Daugeard     | Support Justice  | Solvato            | 1'11"9 |
| 2013  | Sebastian K.       | M.7  | Suède      | Korean           | Åke Svanstedt         | Åke Svanstedt         | Nesta Effe       | Maharajah          | 1'12"8 |
| 2012  | Commander Crowe    | H.9  | Suède      | Juliano Star     | Christophe Martens    | Fabrice Souloy        | Quarcio du Chêne | Arch Madness       | 1'11"5 |
| 2011  | Arch Madness       | M.7  | États-Unis | Balanced Image   | Björn Goop            | Trond Smedshammer     | Lisa America     | Classic Grand Cru  | 1'11"5 |
| 2010  | Lisa America       | F.5  | Italie     | Varenne          | Jorma Kontio          | Jerry Riordan         | Maharajah        | Define The World   | 1'11"7 |
| 2009  | Russel November    | M.6  | Allemagne  | General November | H.-W. Langeweg Jr     | H.-W. Langeweg Jr     | Triton Sund      | Igor Font          | 1'14"3 |
| 2008  | L'Amiral Mauzun    | M.9  | France     | Bon Conseil      | Tony Le Beller        | Jean-Philippe Ducher  | Exploit Caf      | Going Kronos       | 1'11"5 |
| 2007  | Super Light        | M.9  | Suède      | Super Arnie      | Jörgen Westholm       | Jörgen Westholm       | L'Amiral Mauzun  | Opal Viking        | 1'12"2 |
| 2006  | Mara Bourbon       | F.6  | France     | And Arifant      | Erik Adielsson        | Jean-Pierre Dubois    | Kool du Caux     | Hot Shot Knick     | 1'13"2 |
| 2005  | Steinlager         | M.7  | Norvège    | Good As Gold     | Per Oleg Midtfjeld    | Per Oleg Midtfjeld    | Prime Prospect   | Giant Diablo       | 1'12"5 |
| 2004  | Gidde Palema       | M.9  | Suède      | Alf Palema       | Åke Svanstedt         | Åke Svanstedt         | Hilda Zonett     | Prime Prospect     | 1'11"7 |
| 2003  | Gidde Palema       | M.8  | Suède      | Alf Palema       | Åke Svanstedt         | Åke Svanstedt         | Rotation         | Hilda Zonett       | 1'12"2 |
| 2002  | Brads Photo        | M.5  | États-Unis | SJ's Photo       | Wim Paal              | Holger Ehlert         | H.P.Paque        | Sugarcane Volo     | 1'13"9 |
| 2001  | Giant Cat          | M.7  | France     | Quito de Talonay | Nicolas Roussel       | Nicolas Roussel       | Etain Royal      | Blue Fighter       | 1'12"1 |
| 2000  | Victory Tilly      | M.5  | Suède      | Quick Pay        | Stig H. Johansson     | Stig H. Johansson     | Igor Brick       | Général du Pommeau | 1'12"  |
| 1999  | Ganymède           | M.5  | France     | Buvetier d'Aunou | Jean-Pierre Dubois    | Jean-Pierre Dubois    | Gill's Victory   | Baron Pepper       | 1'12"6 |
| 1998  | Huxtable Hornline  | M.7  | Suède      | Sherwood         | Jos Verbeeck          | Anders Lindqvist      | Moni Maker       | Scandal Play       | 1'13"2 |
| 1997  | Zoogin             | H.7  | Suède      | Zoot Suit        | Åke Svanstedt         | Åke Svanstedt         | Gentle Star      | Storstadsbusen     | 1'14"6 |
| 1996  | Ina Scot           | F.7  | Suède      | Allen Hanover    | Helen A. Johansson    | Kjell P. Dahlström    | Storstadsbusen   | B.Cor Pete         | 1'12"9 |
| 1995  | Copiad             | M.6  | Suède      | Texas            | Erik Bergløf          | Erik Bergløf          | S.J.'s Photo     | Bullville Victory  | 1'12"7 |
| 1994  | Copiad             | M.5  | Suède      | Texas            | Erik Bergløf          | Erik Bergløf          | Abo Volo         | Houston Laukko     | 1'12"7 |
| 1993  | Nordin Hanover     | M.8  | États-Unis | Texas            | Olle Goop             | Olle Goop             | Born Quick       | Sea Cove           | 1'14"3 |
| 1992  | Sea Cove           | M.6  | Canada     | Bonefish         | Jos Verbeeck          | Harald Grendel        | Zoot Spin        | Park Avenue Kathy  | 1'14"6 |
| 1991  | Peace Corps        | F.6  | États-Unis | Baltic Speed     | Stig H. Johansson     | Stig H. Johansson     | Macon            | Ultra Ducal        | 1'14"1 |
| 1990  | Meadow Roland      | M.5  | États-Unis | Nevele Pride     | Preben Kjaersgaard    | Preben Kjaersgaard    | Florida Jewel    | Piper Cub          | 1'13"8 |
| 1989  | Ourasi             | M.9  | France     | Greyhound        | Michel-M. Gougeon     | Jean-René Gougeon     | Napoletano       | Go Get Lost        | 1'13"5 |
| 1988  | Sugarcane Hanover  | M.5  | États-Unis | Florida Pro      | Gunnar Eggen          | Gunnar Eggen          | Callit           | Meadow Roland      | 1'12"5 |
| 1987  | Rex Rodney         | M.7  | Norvège    | Doctor Rodney    | Kjell Håkonsen        | Kjell Håkonsen        | Utah Bulwark     | Grades Singing     | 1'13"7 |
| 1986  | Rex Rodney         | M.6  | Norvège    | Doctor Rodney    | Kjell Håkonsen        | Kjell Håkonsen        | Utah Bulwark     | Hallon Brunn       | 1'14"7 |
| 1985  | Ogorek             | M.5  | France     | Borgia III       | Michel Roussel        | Michel Roussel        | Pay Me Quick     | Lapito             | 1'16"  |
| 1984  | Hickory Almahurst  | M.5  | États-Unis | Nevele Pride     | Ulf Nordin            | Ulf Nordin            | Victoria S.      | E.O. Brunn         | 1'16"3 |
| 1983  | E.O. Brunn         | M.6  | Suède      | Noble Victory    | Bo W. Takter          | Bo W. Takter          | Keystone Patriot | Ianthin            | 1'15"6 |
| 1982  | Zorrino            | M.9  | Suède      | Glory Hanover    | Tommy Hanné           | Tommy Hanné           | Keystone Patriot | Al Joe             | 1'18"9 |
| 1981  | Pamir Brodde       | M.5  | Suède      | Pluvier III      | Karl Erik Nilsson     | Karl Erik Nilsson     | Valuable Donut   | Norine Hanover     | 1'16"3 |
| 1980  | Express Gaxe       | M.7  | Suède      | Express Rodney   | Gunnar Axelryd        | Gunnar Axelryd        | Gadamès          | Fleur de Prère     | 1'17"1 |
| 1979  | Hillion Brillouard | M.6  | France     | Razkolnikov Z    | Philippe Allaire      | Christian Rivière     | Speedy Gent      | Fleuronné          | 1'19"9 |
| 1978  | Grande Frances     | F.8  | Suède      | Frances Nibs     | Ulf Thoresen          | Bengt Arvidsson       | Madison Avenue   | Charme Asserdale   | 1'17"  |
| 1977  | Course annulée     |      |            |                  |                       |                       |                  |                    |        |
| 1976  | Grande Frances     | F.8  | Suède      | Frances Nibs     | Ulf Thoresen          | Bengt Arvidsson       | Frances Song     | Sunbeam R.         | 1'19"7 |
| 1975  | Hassan Star        | M.8  | Suède      | Newport Orbit    | Kjell P. Dahlström    | Kjell P. Dahlström    | Molnets Broder   | Grande Frances     | 1'17"1 |
| 1974  | Boett              | H.8  | Suède      | Gundalf          | Sören Norberg         | Sören Norberg         | Osiris Salar     | Optica             | 1'21"  |
| 1973  | Gaby Bulwark       | F.4  | Suède      | Earl Bulwark     | Sören Nordin          | Sören Nordin          | Nu Bangsbo       | Piamor             | 1'18"6 |
| 1972  | Noble Action       | M.4  | États-Unis | Noble Victory    | Sören Nordin          | Sören Nordin          | Tigre Royal R.   | Coran              | 1'18"1 |
| 1971  | Unor               | M.7  | Suède      | Gutemberg A.     | Lars Axelsson         | Lars Axelsson         | Mr. Sonny Ford   | I.S.               | 1'19"5 |
| 1970  | Course annulée     |      |            |                  |                       |                       |                  |                    |        |
| 1969  | Baron Gruff        | H.5  | Suède      | Juba II          | Gösta Nordin          | Gösta Nordin          | Gransäter        | Isorsk             | 1'23"5 |
| 1968  | Course annulée     |      |            |                  |                       |                       |                  |                    |        |
| 1967  | Xanthe             | M.7  | Suède      | Chefen           | Gösta Nordin          | Robert Westergren     | Scott Protector  | Galie's Mirthful   | 1'23"6 |
| 1966  | Scott Protector    | M.5  | Norvège    | Saint Protector  | Karsten Buer          | Karsten Buer          | Cap Nibs         | Gallant Victory    | 1'23"  |